# پاتاگونیابال‌ریختان
پاتاگونیابال‌ریختان (نام علمی: Patagopterygiformes) نام یک راسته از پرنده‌سانان است.